# Deutsche Wasserball-Liga 2020/21
Die Saison 2020/21 der Deutschen Wasserball-Liga begann aufgrund der COVID-19-Pandemie erst am 20. März 2021 und endete mit den Finalspielen Ende Mai 2021. In dieser Saison wurde zum 100. Mal der Deutsche Meister im Wasserball ermittelt.

## Modus
Die Vorrunde wurde in Turnierform ausgetragen, wobei die Verteilung der Vereine nach der Platzierung der vergangenen Saison erfolgte. Gespielt wurde in vier Gruppen, die jeweils zwei Turniere austrugen. Die Vereine auf den Plätzen drei und vier in den Gruppen A und B (Vorjahr Pro A) bestritten danach zwei Relegationsspiele gegen die Erst- und Zweitplatzierten der Gruppen C und D (Vorjahr Pro B). Danach folgt eine Zwischenrunde in Turnierform, wo in vier Gruppen wieder jeweils zwei Turniere austragen werden. Im Anschluss bestreitet jede Gruppe für sich die Play-offs bzw. Platzierungsspiele. Einen Absteiger wird es in diesem Jahr nicht geben, da der Abstieg in dieser Saison ausgesetzt wird.

## Vorrunde
In der Vorrunde wurde das Teilnehmerfeld in vier Gruppen nach den Platzierungen der vergangenen Saison eingeteilt und spielte jeweils zwei Turniere in Turnierform. Die Erst- und Zweitplatzierten der Gruppen A und B zogen direkt in Zwischenrunde Gruppe E (Meisterschaftsgruppe) ein. Die Vereine auf den Plätzen drei und vier in den Gruppen A und B bestreiten danach zwei Relegationsspiele gegen die Erst- und Zweitplatzierten der Gruppen C und D. Die Dritt- und Viertplatzierten der Gruppen C und D zogen direkt in Zwischenrunde Gruppe H ein.

### Gruppe A

#### 1. Turnier
Spielstätte: Stadionbad (Hannover)
| Datum                |                       | Ergebnis |                       |
| -------------------- | --------------------- | -------- | --------------------- |
| Sa 20.03., 10:45 Uhr | Waspo 98 Hannover     | 14:40    | White Sharks Hannover |
| Sa 20.03., 12:45 Uhr | ASC Duisburg          | 12:11    | SSV Esslingen         |
| Sa 20.03., 17:30 Uhr | Waspo 98 Hannover     | 19:80    | ASC Duisburg          |
| Sa 20.03., 19:30 Uhr | White Sharks Hannover | 11:13    | SSV Esslingen         |
| So 21.03., 10:30 Uhr | Waspo 98 Hannover     | 25:50    | SSV Esslingen         |
| So 21.03., 12:30 Uhr | ASC Duisburg          | 14:80    | White Sharks Hannover |

#### 2. Turnier
Spielstätte: Stadionbad (Hannover)
 Bei White Sharks Hannover gab es vor dem zweiten Turnier neun positive Corona Testungen, weshalb alle Begegnungen von White Sharks entfielen. Die ausgefallenen Partien wurde nicht mehr nachgeholt.
| Datum                |               | Ergebnis |                   |
| -------------------- | ------------- | -------- | ----------------- |
| Sa 10.04., 12:00 Uhr | SSV Esslingen | 12:18    | ASC Duisburg      |
| Sa 10.04., 14:00 Uhr | SSV Esslingen | 07:26    | Waspo 98 Hannover |
| Sa 10.04., 17:00 Uhr | ASC Duisburg  | 02:19    | Waspo 98 Hannover |

#### Abschlusstabelle
| Pl.                            | Verein                | Sp. | S | U | N | Tore     | Diff. | Punkte |
| ------------------------------ | --------------------- | --- | - | - | - | -------- | ----- | ------ |
| 1.                             | Waspo 98 Hannover (M) | 5   | 5 | 0 | 0 | 0103:260 | +77   | 010:00 |
| 2.                             | ASC Duisburg          | 5   | 3 | 0 | 2 | 054:690  | −15   | 06:40  |
| 3.                             | SSV Esslingen         | 5   | 1 | 0 | 4 | 048:920  | −44   | 02:80  |
| 4.                             | White Sharks Hannover | 3   | 0 | 0 | 3 | 023:410  | −18   | 00:60  |
| Stand: Endstand 10. April 2021 |                       |     |   |   |   |          |       |        |

Platzierungskriterien: 1. Punkte – 2. Direkter Vergleich (Punkte, Tordifferenz, geschossene Tore) – 3. Tordifferenz – 4. geschossene Tore

 Qualifikant für die Zwischenrunde Gruppe E 

 Teilnehmer an den Relegationsspielen 

(M) Meister der vorherigen Saison

### Gruppe B

#### 1. Turnier
Spielstätte: Sport- und Lehrschwimmhalle Schöneberg
 Bei Gastgeber Wasserfreunde Spandau 04 gab es direkt vor dem ersten Turnierstart eine positive Corona Testung, weshalb alle Begegnungen der Wasserfreunde entfielen. Die ausgefallenen Partien wurden teilweise nachgeholt.
| Datum                |                    | Ergebnis |                   |
| -------------------- | ------------------ | -------- | ----------------- |
| Sa 20.03., 11:45 Uhr | SG Neukölln Berlin | 08:21    | OSC Potsdam       |
| Sa 20.03., 20:00 Uhr | SV Ludwigsburg 08  | 07:16    | OSC Potsdam       |
| So 21.03., 10:45 Uhr | SG Neukölln Berlin | 08:11    | SV Ludwigsburg 08 |

#### 2. Turnier
Spielstätte: Schwimmhalle im Luftschiffhafen Potsdam
| Datum                |                    | Ergebnis |                          |
| -------------------- | ------------------ | -------- | ------------------------ |
| Sa 10.04., 11:45 Uhr | OSC Potsdam        | 14:11    | SG Neukölln Berlin       |
| Sa 10.04., 14:00 Uhr | SV Ludwigsburg 08  | 05:14    | Wasserfreunde Spandau 04 |
| Sa 10.04., 17:45 Uhr | SG Neukölln Berlin | 03:19    | Wasserfreunde Spandau 04 |
| Sa 10.04., 20:00 Uhr | OSC Potsdam        | 11:11    | SV Ludwigsburg 08        |
| So 11.04., 10:00 Uhr | SV Ludwigsburg 08  | 13:80    | SG Neukölln Berlin       |
| So 11.04., 12:15 Uhr | OSC Potsdam        | 5:9      | Wasserfreunde Spandau 04 |

#### Nachholspiele
Spielstätte: Sport- und Lehrschwimmhalle Schöneberg
| Datum                |                          | Ergebnis |                    |
| -------------------- | ------------------------ | -------- | ------------------ |
| Fr 23.04., 18:00 Uhr | Wasserfreunde Spandau 04 | 16:40    | OSC Potsdam        |
| Fr 23.04., 20:00 Uhr | Wasserfreunde Spandau 04 | 10:10    | SG Neukölln Berlin |

Die Partie Wasserfreunde Spandau 04 gegen SV Ludwigsburg 08 wurde nicht mehr ausgetragen.

#### Abschlusstabelle
| Pl.                            | Verein                       | Sp. | S | U | N | Tore    | Diff. | Punkte |
| ------------------------------ | ---------------------------- | --- | - | - | - | ------- | ----- | ------ |
| 1.                             | Wasserfreunde Spandau 04 (P) | 5   | 5 | 0 | 0 | 068:180 | +50   | 010:00 |
| 2.                             | OSC Potsdam                  | 6   | 3 | 1 | 2 | 071:620 | +9    | 07:50  |
| 3.                             | SV Ludwigsburg 08            | 5   | 2 | 1 | 2 | 047:570 | −10   | 05:50  |
| 4.                             | SG Neukölln Berlin           | 6   | 0 | 0 | 6 | 039:880 | −49   | 00:120 |
| Stand: Endstand 23. April 2021 |                              |     |   |   |   |         |       |        |

Platzierungskriterien: 1. Punkte – 2. Direkter Vergleich (Punkte, Tordifferenz, geschossene Tore) – 3. Tordifferenz – 4. geschossene Tore

 Qualifikant für die Zwischenrunde Gruppe E 

 Teilnehmer an den Relegationsspielen 

(P) Pokalsieger der vorherigen Saison

### Gruppe C

#### 1. Turnier
Spielstätte: Aquadome in Krefeld
| Datum                |                       | Ergebnis |                      |
| -------------------- | --------------------- | -------- | -------------------- |
| Sa 10.04., 15:00 Uhr | SV Bayer Uerdingen 08 | 17:10    | SGW Köln             |
| Sa 10.04., 17:00 Uhr | Düsseldorfer SC 1898  | 4:7      | SV Würzburg 05       |
| So 11.04., 10:00 Uhr | SV Bayer Uerdingen 08 | 17:13    | SV Würzburg 05       |
| So 11.04., 12:00 Uhr | Düsseldorfer SC 1898  | 12:50    | SGW Köln             |
| So 11.04., 15:00 Uhr | SV Würzburg 05        | 08:12    | SGW Köln             |
| So 11.04., 17:00 Uhr | SV Bayer Uerdingen 08 | 13:10    | Düsseldorfer SC 1898 |

#### 2. Turnier
Spielstätte: Wolfgang-Adami-Bad in Würzburg
| Datum                |                      | Ergebnis |                       |
| -------------------- | -------------------- | -------- | --------------------- |
| Sa 24.04., 15:00 Uhr | SGW Köln             | 6:8      | SV Würzburg 05        |
| Sa 24.04., 17:00 Uhr | Düsseldorfer SC 1898 | 12:16    | SV Bayer Uerdingen 08 |
| So 25.04., 10:00 Uhr | SV Würzburg 05       | 11:50    | Düsseldorfer SC 1898  |
| So 25.04., 12:00 Uhr | SGW Köln             | 04:13    | SV Bayer Uerdingen 08 |
| So 25.04., 15:00 Uhr | SGW Köln             | 7:8      | Düsseldorfer SC 1898  |
| So 25.04., 17:00 Uhr | SV Würzburg 05       | 08:12    | SV Bayer Uerdingen 08 |

#### Abschlusstabelle
| Pl.                            | Verein                | Sp. | S | U | N | Tore    | Diff. | Punkte |
| ------------------------------ | --------------------- | --- | - | - | - | ------- | ----- | ------ |
| 1.                             | SV Bayer Uerdingen 08 | 6   | 6 | 0 | 0 | 088:570 | +31   | 012:00 |
| 2.                             | SV Würzburg 05        | 6   | 3 | 0 | 3 | 055:560 | −1    | 06:60  |
| 3.                             | Düsseldorfer SC 1898  | 6   | 2 | 0 | 4 | 051:590 | −8    | 04:80  |
| 4.                             | SGW Köln              | 6   | 1 | 0 | 5 | 044:660 | −22   | 02:100 |
| Stand: Endstand 25. April 2021 |                       |     |   |   |   |         |       |        |

Platzierungskriterien: 1. Punkte – 2. Direkter Vergleich (Punkte, Tordifferenz, geschossene Tore) – 3. Tordifferenz – 4. geschossene Tore

 Teilnehmer an den Relegationsspielen 

 Qualifikant für die Zwischenrunde Gruppe H

### Gruppe D

#### 1. Turnier
Spielstätte: Schwimmhalle Inselpark in Hamburg
| Datum                |                  | Ergebnis |                  |
| -------------------- | ---------------- | -------- | ---------------- |
| Sa 24.04., 10:45 Uhr | Poseidon Hamburg | 09:12    | Duisburger SV 98 |
| Sa 24.04., 12:15 Uhr | SV Krefeld 72    | 14:90    | SV Weiden        |
| Sa 24.04., 15:15 Uhr | Poseidon Hamburg | 06:11    | SV Weiden        |
| Sa 24.04., 16:45 Uhr | SV Krefeld 72    | 13:10    | Duisburger SV 98 |
| So 25.04., 11:00 Uhr | Duisburger SV 98 | 13:70    | SV Weiden        |
| So 25.04., 12:30 Uhr | Poseidon Hamburg | 05:15    | SV Krefeld 72    |

#### 2. Turnier
Spielstätte: Badezentrum Bockum in Krefeld
| Datum                |                  | Ergebnis |                  |
| -------------------- | ---------------- | -------- | ---------------- |
| Sa 01.05., 11:00 Uhr | Duisburger SV 98 | 06:11    | SV Krefeld 72    |
| Sa 01.05., 13:30 Uhr | SV Weiden        | 11:70    | Poseidon Hamburg |
| Sa 01.05., 16:45 Uhr | Duisburger SV 98 | 13:80    | Poseidon Hamburg |
| Sa 01.05., 19:00 Uhr | SV Weiden        | 06:14    | SV Krefeld 72    |
| So 02.05., 11:00 Uhr | SV Weiden        | 12:15    | Duisburger SV 98 |
| So 02.05., 13:30 Uhr | SV Krefeld 72    | 15:11    | Poseidon Hamburg |

#### Abschlusstabelle
| Pl.                         | Verein           | Sp. | S | U | N | Tore    | Diff. | Punkte |
| --------------------------- | ---------------- | --- | - | - | - | ------- | ----- | ------ |
| 1.                          | SV Krefeld 72    | 6   | 6 | 0 | 0 | 082:470 | +35   | 012:00 |
| 2.                          | Duisburger SV 98 | 6   | 4 | 0 | 2 | 069:600 | +9    | 08:40  |
| 3.                          | SV Weiden        | 6   | 2 | 0 | 4 | 056:690 | −13   | 04:80  |
| 4.                          | Poseidon Hamburg | 6   | 0 | 0 | 6 | 046:770 | −31   | 00:120 |
| Stand: Endstand 2. Mai 2021 |                  |     |   |   |   |         |       |        |

Platzierungskriterien: 1. Punkte – 2. Direkter Vergleich (Punkte, Tordifferenz, geschossene Tore) – 3. Tordifferenz – 4. geschossene Tore

 Teilnehmer an den Relegationsspielen 

 Qualifikant für die Zwischenrunde Gruppe H

## Relegationsspiele
In den Relegationsspielen werden die Teilnehmer für die Gruppe F bzw. Gruppe H der Zwischenrunde ermittelt. Dabei treffen die letzten beiden der Gruppe A und B auf die besten zwei Mannschaften der Gruppe C und D. Die vier Sieger sichern sich außerdem noch den Startplatz als eines der Top-Acht-Teams zur Folgesaison.
 Modus: Best-of-Three
Termine: 8. Mai 2021, 15. Mai 2021 und 16. Mai 2021
|           | Paarung               | Paarung | Paarung               | 1.      | 2.    | 3.  |
| --------- | --------------------- | ------- | --------------------- | ------- | ----- | --- |
| 2.C – 3.A | SV Würzburg 05        | –       | SSV Esslingen         | 05:19   | 06:14 | --- |
| 2.D – 3.B | Duisburger SV 98      | –       | SV Ludwigsburg 08     | ---     | ---   | --- |
| 1.D – 4.B | SV Krefeld 72         | –       | SG Neukölln Berlin    | 07:13   | 09:10 | --- |
| 1.C – 4.A | SV Bayer Uerdingen 08 | –       | White Sharks Hannover | [ R 2 ] | 08:14 | 7:8 |

 Qualifikant für die Zwischenrunde Gruppe F und Startplatz in der Spielzeit 2021/22 als eines der Top-Acht-Teams.

 Qualifikant für die Zwischenrunde Gruppe G
1. ↑  Ludwigsburg kam kampflos weiter, nachdem die Spiele zunächst nach einer positiven Coronatestung auf Duisburger Seite abgesetzt und letztendlich gestrichen wurden.
2. ↑  SV Bayer Uerdingen 08 – White Sharks Hannover (1. Spiel); Wertung 2:0 Punkte und 10:0 Tore für Uerdingen, Hannover trat nicht an.

## Zwischenrunde

### Gruppe E

#### 1. Turnier
Spielstätte: Sport- und Lehrschwimmhalle Schöneberg
| Datum                |                          | Ergebnis |                   |
| -------------------- | ------------------------ | -------- | ----------------- |
| Sa 01.05., 10:30 Uhr | Wasserfreunde Spandau 04 | 15:60    | OSC Potsdam       |
| Sa 01.05., 13:00 Uhr | ASC Duisburg             | 10:21    | Waspo 98 Hannover |
| Sa 01.05., 17:00 Uhr | OSC Potsdam              | 11:16    | Waspo 98 Hannover |
| Sa 01.05., 19:00 Uhr | Wasserfreunde Spandau 04 | 16:60    | ASC Duisburg      |
| So 02.05., 10:00 Uhr | ASC Duisburg             | 11:12    | OSC Potsdam       |
| So 02.05., 12:30 Uhr | Wasserfreunde Spandau 04 | 8:7      | Waspo 98 Hannover |

#### 2. Turnier
Spielstätte: Stadionbad (Hannover)
| Datum                |                   | Ergebnis |                          |
| -------------------- | ----------------- | -------- | ------------------------ |
| Sa 08.05., 11:00 Uhr | Waspo 98 Hannover | 16:70    | OSC Potsdam              |
| Sa 08.05., 13:00 Uhr | ASC Duisburg      | 10:21    | Wasserfreunde Spandau 04 |
| Sa 08.05., 17:00 Uhr | OSC Potsdam       | 13:19    | Wasserfreunde Spandau 04 |
| Sa 08.05., 19:00 Uhr | Waspo 98 Hannover | 17:14    | ASC Duisburg             |
| So 09.05., 10:00 Uhr | OSC Potsdam       | 05:10    | ASC Duisburg             |
| So 09.05., 12:30 Uhr | Waspo 98 Hannover | 5:6      | Wasserfreunde Spandau 04 |

#### Abschlusstabelle
| Pl.                         | Verein                       | Sp. | S | U | N | Tore    | Diff. | Punkte |
| --------------------------- | ---------------------------- | --- | - | - | - | ------- | ----- | ------ |
| 1.                          | Wasserfreunde Spandau 04 (P) | 6   | 6 | 0 | 0 | 085:470 | +38   | 012:00 |
| 2.                          | Waspo 98 Hannover (M)        | 6   | 4 | 0 | 2 | 082:560 | +26   | 08:40  |
| 3.                          | ASC Duisburg                 | 6   | 1 | 0 | 5 | 061:920 | −31   | 02:100 |
| 4.                          | OSC Potsdam                  | 6   | 1 | 0 | 5 | 054:870 | −33   | 02:100 |
| Stand: Endstand 9. Mai 2021 |                              |     |   |   |   |         |       |        |

Platzierungskriterien: 1. Punkte – 2. Direkter Vergleich (Punkte, Tordifferenz, geschossene Tore) – 3. Tordifferenz – 4. geschossene Tore

(M) Meister der vorherigen Saison 

(P) Pokalsieger der vorherigen Saison

### Gruppe F

#### 1. Turnier
Spielstätte: Freibad Hoheneck in Ludwigsburg
| Datum                |                       | Ergebnis |                       |
| -------------------- | --------------------- | -------- | --------------------- |
| Sa 29.05., 11:00 Uhr | SV Ludwigsburg 08     | 20:13    | SSV Esslingen         |
| Sa 29.05., 13:00 Uhr | SG Neukölln Berlin    | 05:11    | White Sharks Hannover |
| Sa 29.05., 17:00 Uhr | SG Neukölln Berlin    | 08:10    | SSV Esslingen         |
| Sa 29.05., 19:00 Uhr | SV Ludwigsburg 08     | 18:90    | White Sharks Hannover |
| So 30.05., 11:00 Uhr | White Sharks Hannover | 15:40    | SSV Esslingen         |
| So 30.05., 13:00 Uhr | SV Ludwigsburg 08     | 14:15    | SG Neukölln Berlin    |

#### 2. Turnier
Spielstätte: Freibad auf der Neckarinsel in Esslingen
| Datum                |                       | Ergebnis |                       |
| -------------------- | --------------------- | -------- | --------------------- |
| Fr 04.06., 19:00 Uhr | SSV Esslingen         | 06:13    | SV Ludwigsburg 08     |
| Sa 05.06., 15:00 Uhr | White Sharks Hannover | 08:11    | SG Neukölln Berlin    |
| Sa 05.06., 18:00 Uhr | SSV Esslingen         | 4:6      | White Sharks Hannover |
| Sa 05.06., 20:00 Uhr | SG Neukölln Berlin    | 9:9      | SV Ludwigsburg 08     |
| So 06.06., 10:00 Uhr | White Sharks Hannover | 4:9      | SV Ludwigsburg 08     |
| So 06.06., 12:00 Uhr | SSV Esslingen         | 12:13    | SG Neukölln Berlin    |

#### Tabelle
| Pl.                          | Verein                | Sp. | S | U | N | Tore    | Diff. | Punkte |
| ---------------------------- | --------------------- | --- | - | - | - | ------- | ----- | ------ |
| 1.                           | SV Ludwigsburg 08     | 6   | 4 | 1 | 1 | 083:560 | +27   | 09:30  |
| 2.                           | SG Neukölln Berlin    | 6   | 3 | 1 | 2 | 061:640 | −3    | 07:50  |
| 3.                           | White Sharks Hannover | 6   | 3 | 0 | 3 | 053:510 | +2    | 06:60  |
| 4.                           | SSV Esslingen         | 6   | 1 | 0 | 5 | 049:750 | −26   | 02:100 |
| Stand: Endstand 6. Juni 2021 |                       |     |   |   |   |         |       |        |

Platzierungskriterien: 1. Punkte – 2. Direkter Vergleich (Punkte, Tordifferenz, geschossene Tore) – 3. Tordifferenz – 4. geschossene Tore

 Qualifikant für das Spiel um Platz 5 

 Qualifikant für das Spiel um Platz 7

### Gruppe G

#### 1. Turnier
Spielstätten: Die Spiele vom Duisburger SV wurden im eigenen Inselbad ausgetragen, während die anderen Begegnungen im Freibad vom SV Krefeld stattfanden.
| Datum                |                       | Ergebnis |                       |
| -------------------- | --------------------- | -------- | --------------------- |
| Sa 05.06., 11:30 Uhr | Duisburger SV 98      | 11:12    | SV Bayer Uerdingen 08 |
| Sa 05.06., 13:15 Uhr | SV Krefeld 72         | 11:30    | SV Würzburg 05        |
| Sa 05.06., 16:45 Uhr | Duisburger SV 98      | 11:60    | SV Würzburg 05        |
| Sa 05.06., 18:30 Uhr | SV Krefeld 72         | 8:8      | SV Bayer Uerdingen 08 |
| So 06.06., 10:00 Uhr | SV Bayer Uerdingen 08 | 23:60    | SV Würzburg 05        |
| So 06.06., 12:00 Uhr | Duisburger SV 98      | 6:5      | SV Krefeld 72         |

#### 2. Turnier
Spielstätte: 
| Datum                |  | Ergebnis |  |
| -------------------- |  | -------- |  |
| Sa 12.06., __:__ Uhr |  | :        |  |
| Sa 12.06., __:__ Uhr |  | :        |  |
| Sa 12.06., __:__ Uhr |  | :        |  |
| Sa 12.06., __:__ Uhr |  | :        |  |
| So 13.06., __:__ Uhr |  | :        |  |
| So 13.06., __:__ Uhr |  | :        |  |

#### Tabelle
| Pl.                 | Verein                | Sp. | S | U | N | Tore    | Diff. | Punkte |
| ------------------- | --------------------- | --- | - | - | - | ------- | ----- | ------ |
| 1.                  | SV Bayer Uerdingen 08 | 3   | 2 | 1 | 0 | 043:250 | +18   | 05:10  |
| 2.                  | Duisburger SV 98      | 3   | 2 | 0 | 1 | 028:230 | +5    | 04:20  |
| 3.                  | SV Krefeld 72         | 3   | 1 | 1 | 1 | 024:170 | +7    | 03:30  |
| 4.                  | SV Würzburg 05        | 3   | 0 | 0 | 3 | 015:450 | −30   | 00:60  |
| Stand: 6. Juni 2021 |                       |     |   |   |   |         |       |        |

Platzierungskriterien: 1. Punkte – 2. Direkter Vergleich (Punkte, Tordifferenz, geschossene Tore) – 3. Tordifferenz – 4. geschossene Tore

 Qualifikant für das Spiel um Platz 9 

 Qualifikant für das Spiel um Platz 11

### Gruppe H

#### 1. Turnier
Spielstätte: Rheinbad im Düsseldorfer Arena-Sportpark
| Datum                |                      | Ergebnis |                  |
| -------------------- | -------------------- | -------- | ---------------- |
| Sa 29.05., 12:00 Uhr | Düsseldorfer SC 1898 | 14:60    | SV Weiden        |
| Sa 29.05., 14:00 Uhr | SGW Köln             | 18:11    | Poseidon Hamburg |
| Sa 29.05., 17:00 Uhr | SV Weiden            | 09:13    | SGW Köln         |
| Sa 29.05., 19:00 Uhr | Düsseldorfer SC 1898 | 17:90    | Poseidon Hamburg |
| So 30.05., 12:00 Uhr | SV Weiden            | 17:11    | Poseidon Hamburg |
| So 30.05., 14:00 Uhr | Düsseldorfer SC 1898 | 17:11    | SGW Köln         |

#### 2. Turnier
Spielstätte: 
| Datum                |  | Ergebnis |  |
| -------------------- |  | -------- |  |
| Sa 12.06., __:__ Uhr |  | :        |  |
| Sa 12.06., __:__ Uhr |  | :        |  |
| Sa 12.06., __:__ Uhr |  | :        |  |
| Sa 12.06., __:__ Uhr |  | :        |  |
| So 13.06., __:__ Uhr |  | :        |  |
| So 13.06., __:__ Uhr |  | :        |  |

#### Tabelle
| Pl.                 | Verein               | Sp. | S | U | N | Tore    | Diff. | Punkte |
| ------------------- | -------------------- | --- | - | - | - | ------- | ----- | ------ |
| 1.                  | Düsseldorfer SC 1898 | 3   | 3 | 0 | 0 | 048:260 | +22   | 06:00  |
| 2.                  | SGW Köln             | 3   | 2 | 0 | 1 | 042:370 | +5    | 04:20  |
| 3.                  | SV Weiden            | 3   | 1 | 0 | 2 | 032:380 | −6    | 02:40  |
| 4.                  | Poseidon Hamburg     | 3   | 0 | 0 | 3 | 031:520 | −21   | 00:60  |
| Stand: 30. Mai 2021 |                      |     |   |   |   |         |       |        |

Platzierungskriterien: 1. Punkte – 2. Direkter Vergleich (Punkte, Tordifferenz, geschossene Tore) – 3. Tordifferenz – 4. geschossene Tore

 Qualifikant für das Spiel um Platz 13 

 Qualifikant für das Spiel um Platz 15

## Finalrunde

### Halbfinale
| Datum                |                          | Ergebnis |                          |
| -------------------- | ------------------------ | -------- | ------------------------ |
| Fr 14.05., 19:00 Uhr | OSC Potsdam              | 06:14    | Wasserfreunde Spandau 04 |
| Sa 15.05., 15:00 Uhr | Wasserfreunde Spandau 04 | 11:60    | OSC Potsdam              |
| Gesamt:              | Wasserfreunde Spandau 04 | 25:12    | OSC Potsdam              |

| Datum                |                   | Ergebnis |                   |
| -------------------- | ----------------- | -------- | ----------------- |
| Mi 12.05., 20:00 Uhr | ASC Duisburg      | 11:16    | Waspo 98 Hannover |
| Sa 15.05., 15:30 Uhr | Waspo 98 Hannover | 19:50    | ASC Duisburg      |
| Gesamt:              | Waspo 98 Hannover | 35:16    | ASC Duisburg      |

### Finale
Modus: Best-of-Five
Termine: 19. Mai 2021 (Hannover), 22. Mai 2021 (Berlin) und 23. Mai 2021 (Berlin)
| Paarung           | Paarung | Paarung                  | 1.    | 2.  | 3.    | 4.  | 5.  |
| ----------------- | ------- | ------------------------ | ----- | --- | ----- | --- | --- |
| Waspo 98 Hannover | –       | Wasserfreunde Spandau 04 | 12:60 | 9:8 | 10:70 | --- | --- |

 Deutscher Meister

### Spiel um Platz 3
Modus: Best-of-Three
Termine: 19. Mai 2021 (Potsdam) und 22. Mai 2021 (Duisburg)
| Paarung     | Paarung | Paarung      | 1.    | 2.    | 3.  |
| ----------- | ------- | ------------ | ----- | ----- | --- |
| OSC Potsdam | –       | ASC Duisburg | 16:14 | 13:12 | --- |

### Spiel um Platz 5
| Datum                |                    | Ergebnis |                    |
| -------------------- | ------------------ | -------- | ------------------ |
| Sa 12.06., __:__ Uhr | SG Neukölln Berlin | :        | SV Ludwigsburg 08  |
| Sa 19.06., __:__ Uhr | SV Ludwigsburg 08  | :        | SG Neukölln Berlin |
| Gesamt:              | SV Ludwigsburg 08  | :        | SG Neukölln Berlin |

### Spiel um Platz 7
| Datum                |                       | Ergebnis |                       |
| -------------------- | --------------------- | -------- | --------------------- |
| Sa 12.06., __:__ Uhr | SSV Esslingen         | :        | White Sharks Hannover |
| Sa 19.06., __:__ Uhr | White Sharks Hannover | :        | SSV Esslingen         |
| Gesamt:              | White Sharks Hannover | :        | SSV Esslingen         |

### Spiel um Platz 9
| Datum                |  | Ergebnis |  |
| -------------------- |  | -------- |  |
| Sa 12.06., __:__ Uhr |  | :        |  |
| Sa 19.06., __:__ Uhr |  | :        |  |
| Gesamt:              |  | :        |  |

### Spiel um Platz 11
| Datum                |  | Ergebnis |  |
| -------------------- |  | -------- |  |
| Sa 12.06., __:__ Uhr |  | :        |  |
| Sa 19.06., __:__ Uhr |  | :        |  |
| Gesamt:              |  | :        |  |

### Spiel um Platz 13
| Datum                |  | Ergebnis |  |
| -------------------- |  | -------- |  |
| Sa 12.06., __:__ Uhr |  | :        |  |
| Sa 19.06., __:__ Uhr |  | :        |  |
| Gesamt:              |  | :        |  |

### Spiel um Platz 15
| Datum                |  | Ergebnis |  |
| -------------------- |  | -------- |  |
| Sa 12.06., __:__ Uhr |  | :        |  |
| Sa 19.06., __:__ Uhr |  | :        |  |
| Gesamt:              |  | :        |  |